# Línea Enlace Santa Lucía (Rosario)
Línea Enlace Santa Lucía es una línea de transporte urbano de pasajeros de la ciudad de Rosario, Argentina. El servicio está actualmente operado por la empresa -Movi-. 
Realiza un recorrido de enlace en el sector Oeste de la ciudad, entre los barrios Godoy y Santa Lucía. Funciona por método de transbordo desde y hacia las demás líneas del Sistema de Transporte de Rosario.

## Recorrido

### Enlace Santa Lucía
05:30 - 00:30 Servicio diurno.
|  | KBHFa |

|  | SKRZ-Au |

|  | STR+lBUEq |

|  | HST |

|  | HST |

| BUS2 | KBHFe |